# Tjäredalstjärnarna (Vilhelmina socken, Lappland, 722638-150047)
Tjäredalstjärnarna är en sjö i Vilhelmina kommun i Lappland och ingår i Ångermanälvens huvudavrinningsområde. Sjön har en area på 0,0794 kvadratkilometer och ligger 534,5 meter över havet. Tjäredalstjärnarna ligger i Marsfjället Natura 2000-område. Sjön avvattnas av vattendraget Holmsjöbäcken.

## Delavrinningsområde
Tjäredalstjärnarna ingår i det delavrinningsområde (722555-150102) som SMHI kallar för Utloppet av Atjiken. Medelhöjden är 577 meter över havet och ytan är 15,17 kvadratkilometer. Det finns inga avrinningsområden uppströms utan avrinningsområdet är högsta punkten. Holmsjöbäcken som avvattnar avrinningsområdet har biflödesordning 4, vilket innebär att vattnet flödar genom totalt 4 vattendrag innan det når havet efter 392 kilometer. Avrinningsområdet består mestadels av skog (94 procent). Avrinningsområdet har 0,96 kvadratkilometer vattenytor vilket ger det en sjöprocent på 6,3 procent.